# Snakkerburen
Snakkerburen (en frison : Snakkerbuorren) est un village de la commune néerlandaise de Leeuwarden, dans la province de Frise.

## Géographie
Le village est situé au nord de la ville de Leeuwarden dans une boucle formée par le Dokkumer Ie.

## Histoire
Snakkerburen fait partie de la commune de Leeuwarderadeel avant le 1er janvier 1944, puis de celle de Leeuwarden.

## Démographie
Le 1er janvier 2018, le village comptait 215 habitants.